# 나비고
나비고(Navigo pass, Passe Navigo)는 NFC를 사용한 비접촉식 교통카드이다. 프랑스 파리(Paris)를 포함한 일드프랑스(Île de France)내의 RATP, SNCF, Optile 노선에서 사용된다. 파리내의 자전거 대여 시스템인 벨리브(Vélib')를 나비고로 사용가능하며 파리-암스테르담 노선을 달리는 탈리스(Thalys)의 전자 티켓을 지원한다.